# آدهم عصام
آدهم عصام عبد الحميد هو لاعب كرة سلة مصري. يلعب لنادي الزمالك المصري.

## المسيرة الإحترفية
يعتبر آدهم عصام من اللاعيبة المشاركة مع نادي الزمالك في كأس القارات لكرة السلة 2022.